# Lysistrata

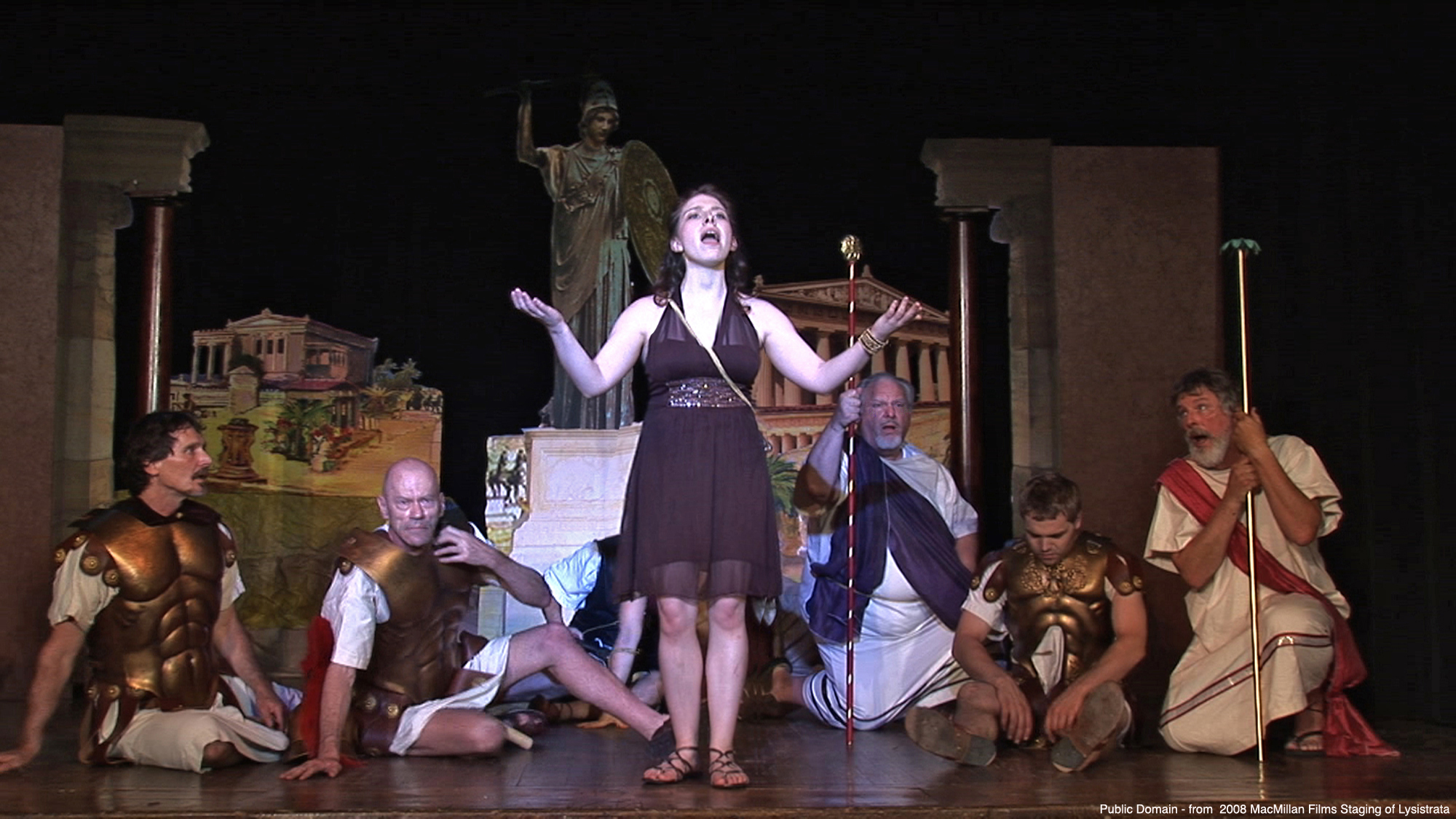
Lysistrata (2008)

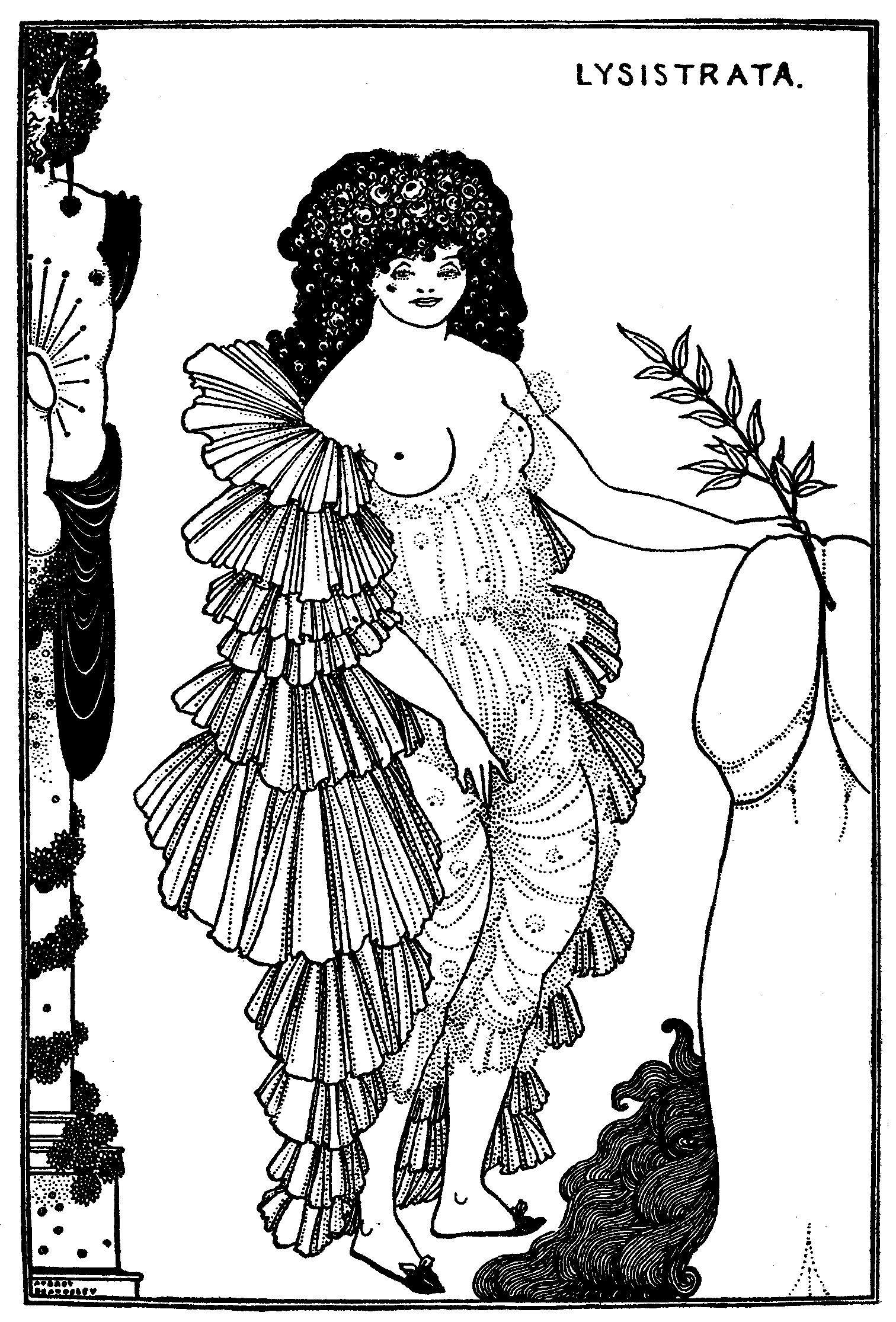
Aubrey Beardsley: Aristophanes’ Lysistrata, Illustration zu Lysistrata von 1896

Lysistrate (von griechisch Λυσιστράτη Lysistrátē, aus λύσις lysis „Auflösung“ und στρατός stratós „Heer“, also die „Heeresauflöserin“ oder „die das Heer Auflösende“; im deutschen Sprachraum meist nach der lateinischen Form Lysistrata genannt) gehört zu den bekanntesten Komödien des griechischen Dichters Aristophanes. Sie wurde von ihm im Frühjahr 411 v. Chr. – im zwanzigsten Jahr des Peloponnesischen Krieges – bei den Lenäen zur Aufführung gebracht. Im selben Jahr entmachteten in Athen Aristokraten durch einen Putsch die radikaldemokratische Regierung. Lysistrata ist das dritte der pazifistischen Stücke des Aristophanes, die den Krieg zum Thema haben.

## Inhalt
Das Stück thematisiert den Kampf einiger Frauen gegen die Männer als Verursacher von Krieg und den damit verbundenen Leiden. Getragen von dieser Erkenntnis verschwören sich die Frauen Athens und Spartas, um Frieden zu erzwingen. Sie besetzen unter Führung der Titelheldin Lysistrata die Akropolis und verweigern sich fortan ihren Gatten sexuell. Durch die Konfiskation der dort gesicherten Gelder unterbrechen sie außerdem die Kriegsfinanzierung. In Sparta veranlasst Lampito einen ähnlichen Ausstand. Nach einigen Verwicklungen und Rückfällen – mehrfach versuchen liebestolle Frauen, die Burg in Richtung der Männer zu verlassen, oder die erbosten Männer versuchen, die Burg zu erstürmen – führt der Liebesentzug tatsächlich zum Erfolg.

## Das Lysistrata-Motiv in der Kunst
Aristophanes’ Komödie war Vorbild des 1823 entstandenen Singspiels Die Verschworenen.
1896 schuf der englische Illustrator Aubrey Beardsley eine berühmt gewordene pornographische Illustrationssuite von acht Bildern zum Stück.
Hugo von Hofmannsthal verfasste 1908 zu dem Stück einen Prolog. Nach dem Ersten Weltkrieg adaptierte Max Reinhardt die Lysistrata für das Deutsche Theater.
Lysistrata heißt eine Operette von Paul Lincke, aus der insbesondere das „Glühwürmchen-Idyll“ von bleibender Bekanntheit ist. Richard Mohaupt schuf 1941 ein gleichnamiges Ballett, 1946 eine Ballettsuite für den Konzertsaal und 1957 eine Bearbeitung des Balletts unter dem Titel Der Weiberstreik von Athen. „Eine Neudichtung und völlige Neufassung“ der Komödie schufen Peter Hamel und Paul Mochmann 1946 für die Dresdner Theaterbühnen, in der Hildegard Jacob und Gerda Zinn Hauptrollen spielten.
Alfred Stöger nahm sich des Themas 1947 in seiner Filmkomödie Triumph der Liebe an. Hanns Dieter Hüsch und der Komponist Rudolf Mors brachten 1959 ihr Musical Der Weiberstreik am Theater Ulm zur Aufführung, die Bielefelder Aufführung des Stücks wurde 1963 vom ZDF aufgezeichnet und gesendet.
1960 folgte eine auf Wolfgang Schadewaldts Übersetzung basierende Bearbeitung durch Rudolf Sellner für das Hebbel-Theater.
Der Autor Hans Kasper griff Anfang der 1960er Jahre das Lysistrata-Motiv für sein preisgekröntes Hörspiel Geh David helfen (hr/BR 1962) auf. Lysistrata kann als Prototyp einer den Krieg anprangernden neueren Literatur verstanden werden, vgl. etwa auch das 1935 entstandene Theaterstück Der trojanische Krieg findet nicht statt von Jean Giraudoux.
Im Januar 1961 wurde die Ausstrahlung einer Bearbeitung der Komödie durch Fritz Kortner unter dem Titel Die Sendung der Lysistrata vom Bayerischen Rundfunk boykottiert mit der Begründung, die Komödie verletze das sittliche Empfinden der Bevölkerung. Auch die CDU-regierten Bundesländer Nordrhein-Westfalen, Baden-Württemberg und Saarland hatten ursprünglich Bedenken geäußert, strahlten die Sendung aber aus. In Bayern wurde die Komödie stattdessen in Kinos gezeigt. Hintergrund war die damalige Bestrebung der Adenauer-Regierung, die Bundesrepublik atomar aufzurüsten, worauf der Regisseur Kortner in seiner Inszenierung angespielt hatte.
Im 1966 erschienenen Science-Fiction-Roman Revolte auf Luna von Robert A. Heinlein werden zur Verteidigung des Mondes Laserkanonen eingesetzt. Als die männlichen Bedienungsmannschaften Mängel an Bereitschaft und Zuverlässigkeit erkennen lassen, wird diese wichtige Aufgabe von Frauen im eigens hierfür gegründeten Lysistrata Corps übernommen.
Rolf Hochhuths Inselkomödie (ursprünglicher Titel: Lysistrate und die NATO) aus dem Jahr 1974 verlegt die Handlung in die 1970er Jahre auf eine ungenannte Insel in der Ägäis, auf der die USA einen Raketenstützpunkt errichten wollen. Die Frauen der Insel fürchten, dass dieser Plan ihre Heimat im Ernstfall zum Ziel russischer Raketen machen würde, und verweigern sich – angestachelt von der Parlamentsabgeordneten Lysistrate Soulidis – ihren Männern, weil diese ihr Land verkaufen wollen. Sie quartieren sich im einzigen Gasthof der Insel ein, schlagen einen „Eroberungszug“ ihrer Männer zurück und lassen sich mit einigen Offizieren der griechischen Marine ein, die zur Erkundung geeigneter Standorte für die Raketenbasis angereist sind. 1976 wurde das Werk filmisch von den Belgier Ludo Mich umgesetzt, alle Darsteller traten dabei nackt auf.
1987 wurde Lysistrata durch den Comic-Künstler Ralf König in Form eines gleichnamigen Comics interpretiert. Hierbei diente die Vorlage als Basis für eine mit Anachronismen gespickte Persiflage auf Geschlechterrollen und Sexualität, Krieg und Pazifismus, auch auf das Theater und die griechische Komödie an sich. Das Hauptaugenmerk der Handlung liegt dabei auf dem Thema Homosexualität. Der Stoff wurde 2002 in Spanien verfilmt und kam 2004 auch in die deutschsprachigen Kinos.
Eine moderne Filmadaption mit dem Titel Chi-Raq kam 2015 in die Kinos. Im gleichen Jahr entstand der auf dem Stück basierende Kurzfilm Prologue.

## Sonstige Nachwirkungen
Ein 1918 vom deutschen Astronomen Max Wolf entdeckter Asteroid wurde nach der Titelfigur Lysistrata getauft. Im Slogan „Make love, not war“ der Hippie-Bewegung erhielt das Thema des Stücks 1967 eine griffige moderne Formulierung.

## Übersetzungen
Während frühere Übersetzungen ins Deutsche (darunter 1806 Lysistrata von August Christian Borheck) sehr gemäßigt waren und sich an der Sprache Schillers und Goethes orientierten (vgl. die vierte Szene in der Übersetzung von Ludwig Seeger), bedient sich die Übersetzung des Altphilologen Niklas Holzberg von 2009 der modernen Sprache und gibt unverblümt, aber wissenschaftlich korrekt, die oft recht derbe Ausdrucksweise des Originals wieder, wobei das damalige Dorisch der Spartaner durch Altbairisch ersetzt wurde, weil das „für die Athener mindestens ebenso seltsam klang wie für einen Preußen das Bayerisch“.

## Ausgaben und Übersetzungen
- Aristophanes: Lysistrata. Lustspiel in 3 Akten. Deutsch bearbeitet von. J. J. C. Donner. Acht ganzseitige Schwarzweiß-Illustrationen von Aubrey Beardsley. Privatdruck Wien 1913
- Aristophanes: Lysistrate. Übersetzt und herausgegeben von Niklas Holzberg. Reclam, Stuttgart 2009, ISBN 978-3-15-018664-0.